# Liste der Monuments historiques in Dugny-sur-Meuse
Die Liste der Monuments historiques in Dugny-sur-Meuse führt die Monuments historiques in der französischen Gemeinde Dugny-sur-Meuse auf.

## Liste der Immobilien
| Bezeichnung            | Beschreibung                                                            | Standort                      | Kennzeichnung | Schutzstatus | Datum | Bild           |
| ---------------------- | ----------------------------------------------------------------------- | ----------------------------- | ------------- | ------------ | ----- | -------------- |
| Friedhof               | ehemaliger Wehrfriedhof, 15. Jahrhundert; einschließlich der Stützmauer | Rue Raymond Parmentier (Lage) | PA00106529    | Classé       | 1930  | weitere Bilder |
| Alte Kirche Notre-Dame | ab dem 12. Jahrhundert                                                  | Rue Raymond Parmentier (Lage) | PA00106530    | Classé       | 1904  | weitere Bilder |

## Liste der Objekte
| Bezeichnung               | Beschreibung                        | Standort                                   | Kennzeichnung | Schutzstatus | Datum | Bild |
| ------------------------- | ----------------------------------- | ------------------------------------------ | ------------- | ------------ | ----- | ---- |
| Skulptur Madonna mit Kind | Eichenholz, farbig gefasst, um 1800 | in der Kirche Nativité-de-la-Vierge (Lage) | PM55001825    | Inscrit      | 1980  |      |